# Esmaragdo de São Mihiel
Esmaragdo de São Mihiel ou Esmaragdo de São Miguel (em latim: Smaragdus S. Michaelis; c. 760–ca.840) foi um monge beneditino da Abadia de São Mihiel perto de Verdun e um importante homilista.

## Vida
Depois de servir como diretor da escola conventual, foi eleito abade de um mosteiro no monte Castellion por volta de 805. Em 814, mudou-se com seus monges para um novo local, a apenas alguns quilômetros dali e fundou um novo mosteiro dedicado a São Mihiel às margens do Meuse, na diocese de Verdun.
Carlos Magno o contratou para escrever uma carta ao papa Leão III comunicando a decisão do Concílio de Aachen sobre a adoção da cláusula Filioque e depois enviou-o a Roma com outros enviados para apresentar o assunto ao papa. Secretariou o encontro e produziu as atas. Luís, o Piedoso, demonstrou igual consideração a Esmaragdo, doando-lhe o mosteiro e, em 824, nomeando-o, juntamente com Frotário de Toul, como árbitro entre Ismundo, abade da Abadia de Moyenmoutier, e seus monges. Esmaragdo morreu por volta de 840.
Especula-se que ele possa ter sido de origem irlandesa.

## Obras
Suas obras em prosa já publicadas são:
- "Collectiones in epistolas et evangelia de tempore et de sanctis" ("Coleção de Comentários sobre as Epístolas e o Evangelho para cada dia do ano") - Patrologia Latina, Migne  (PL 102:13-552) - uma compilação bastante completa, mas pouco crítica, de diversos escritores para ser utilizada por pregadores e descrita pelo autor como "liber comitis".
- "Diadema monachorum" ("A Coroa dos Monges") - uma coleção em cem capítulos de regras ascéticas e reflexões sobre os principais deveres e virtudes da vida monástica. É principalmente uma compilação, com trechos da "Collectiones patrum" de João Cassiano e das obras de São Gregório Magno. Esmaragdo a compôs depois de ser nomeado abade e a lia diariamente aos seus monges. A obra se mostrou muito popular durante a Idade Média e foi publicada repetidas vezes nos primeiros anos da Idade Moderna[2]. O texto está disponível na Patrologia Latina (PL 102:593–690)[3].
- "Commentaria in regulam Sancti Benedicti" ("Comentários sobre a Regra de São Bento") - composta para apoiar as reformas monásticas instituídas pelo Concílio de Aachen, tem um tom bastante estrito. Também está disponível na Patrologia Latina (PL, 102:689–932), com uma edição latina mais recente na década de setenta[4].
- "Via regia" ("Caminho real") - dedicada a Luís, o Piedoso, quando era rei da Aquitânia. Consiste em trinta e dois capítulos de conselhos morais e espirituais que, se seguidos fielmente, levarão um rei terreno ao reino dos céus. É, na verdade, uma adaptação da "Coroa" para as necessidades da vida secular. Disponível na Patrologia Latina (PL, 102:933–970)
- "Acta collationis Romanae" ("Atos da Conferência Romana") - a ata dos encontros em Roma (PL 102:971–976).
- "Epistola Caroli Magni ad Leonem Papam de processione Spiritus Sancti" ("Epístola de Carlos Magno ao Papa Leão sobre a processão do Espírito Santo" - carta mencionada acima (PL 98:923–929)
- "Epistola Frotharii et Smaragdi ad Ludovicum Imperatorem" ("Epístola de Frotário e Esmaragdo ao Imperado Luís") - relato da arbitragem já citada (PL 106:865–866).
- "Grammatica major seu commentarius in Donatum" ("Grande Gramática ou Comentário sobre Donato") - a obra mais antiga de Esmaragdo, escrita a pedido de seus colegas provavelmente entre 800 e 805. Ainda não foi publicada, exceto um pequeno trecho por Mabillon[5].

Em manuscritos apenas restam um "Comentário sobre os Profetas" e uma "História do Mosteiro de São Mihiel" (cf. Mabillon).